# Guild Wars: Prophecies
Guild Wars: Prophecies es un videojuego de rol de acción multijugador en línea desarrollado por ArenaNet y publicado NCsoft para Microsoft Windows. El juego fue lanzado el 28 de abril de 2005 y es el primer capítulo de la serie Guild Wars.
Los jugadores deben crear y entrenar un héroe que se aventurara en las distintas de regiones del continente de Tyria para salvar al mundo humano de su propia destrucción. Su primera aventura será en el fértil y verde Ascalón, cuyo reino no le queda mucho tiempo de vida, ante la eminente invasión Charr, que desencadenara "La Devastación", tras ese hecho, el héroe emprenderá una gran aventura en todo el continente Tyria. Durante la aventura, el héroe debe adquirir experiencia, dinero, armaduras, habilidades y armas para derrotar grandes enemigos, será acompañado por otros jugadores o por defecto los esbirros. Además, el jugador tienen la opción de crear un héroe alterno, exclusivo para luchar jugador contra jugador (PVP) en las arenas, sin tener que subir de nivel y jugar la historia del juego.
Guild Wars Prophecies se caracteriza por su calidad gráfica, modo de juego e historia que le ha dado buenas puntuaciones en distintos sitios de internet y revistas. Tras su éxito, Arenanet lanza la expansión Guild Wars Factions que continua la misma aventura. 

## Desarrollo
Guild Wars fue desarrollado por la empresa surcoreana NCsoft, que se dedica al diseño de videojuegos de multijugador masivo, cuyo estudio fue creado por antiguos miembros de Blizzard como Mike O’Brien, Patrick Wyatt y Jeff Strain. Uno de los aspectos importantes para el desarrollo de Guild Wars fue crear un videojuego de multijugador masivo, sin cuotas mensuales porque no estaban de acuerdo que el usuario pagara una couta mensual para poder acceder a este tipo de videojuegos. Por ello decidieron adoptar una política en la que el usuario solo debía realizar un único pago para poder disfrutar de Guild Wars en su totalidad y para siempre. Además esto evitaba el temor de perder sus personajes si dejaba el jugar el juego por una temporada.

## Argumento

### Preludio
Hace casi tres mil años, una raza de serpientes salió del Abismo y pisó el suelo de Tyria. A diferencia de las serpientes normales, estas se movían enderezadas, sabían hablar y tenían una cultura elaborada. Habían sido invocadas por los antiguos dioses y traídas a este mundo para ser sus guardianes. Su tarea consistía en guiar a las demás criaturas terrestres en aquellos tiempos de transición, mientras los dioses seguían creando el mundo a su alrededor.
Desde la Costa Empañada en el oeste, hasta la Bahía de las Sirenas (ahora llamada el Mar del Pesar) del sur, y desde los lejanos lindes orientales del Desierto de Cristal hasta la Cuenca del Gigante en la costa septentrional de Kryta, Tyria floreció bajo la protección de estas criaturas místicas. Las serpientes eran las protectoras de la tierra, las guardianas del saber y las maestras de todas las cosas, y, en sus tiempos, el mundo se mantuvo en equilibrio.
Posteriormente los dioses crean una nueva raza de aspecto débil desnuda, que no era una bestia, serpiente o planta y esta ambiciona poder, se trata de los humanos, que rápidamente empezaron a poblar el continente Tyria. Las ciudades humanas florecieron por el continente, se erigieron murallas y se forjaron armas. Los humanos comenzaron a cazar y a expulsar las bestias que ya habitaban el continente como los Druidas, Centauros y Charr. Las serpiente decidieron no hacer una guerra contra los humanos, a pesar de que estos rompieron el equilibrio, que habían logrado por más de un siglo. Las serpientes se retiraron del mundo de los hombres y se fueron de las costas, selvas, y abandonaron sus asentamientos en las altiplanicies y montañas, quedando en el olvido.
A pesar de la retirada de las serpientes, los dioses deciden crear la magia para todas las razas inteligentes, donde se incluyen los humanos, charr, enanos, centauro, tengu, diablillos entre otras. Sin embargo, los dioses no previeron la avaricia de las razas y esta desata una guerra que generó destrucción que puso al borde la extinción a los humanos. El rey humano Doric, reúne a todas las tribus humanas y se encaminan a la ciudad de los dioses, Arah, que se ubica en la península de Orr. El rey Doric pide una audiencia a los dioses para suplicar poner fin a la guerra y traer nuevamente la paz en el mundo. Los dioses escuchan las súplicas y ponen fin a la guerra entre razas, estos deciden arrebatarle la magia a todas las razas y deciden concentrarla en cinco piedras conocidas como Hematites. 
En los siguientes centenares de años, los humanos prosperaron en armonía y paz, sin embargo, dentro los grupos humanos surgen clanes que ganarían influencia y poder, lo cual, comenzaría nuevamente una guerra conocida como la Guerra de Clanes. Los reyes de Ascalon, Kryta y Orr, formarían ejércitos poderosos que lucharían por décadas, alimentadas por el deseo del poder. Sin embargo, no se percataron que los Charr comenzarían una gran invasión a gran escala contra los reinos humanos, entonces, dan por terminado la guerra de clanes para dedicarse en defenderse contra los Charr. Cada reino enfrentaría de diferente modo las incursiones de los Charr. Cada reino se enfrentó a la invasión de una forma diferente.
Ascalon fue perdiendo asentamientos conforme los Charr avanzaban, los humanos se refugiaron detrás del Gran Muro del Norte pero su defensa no duro demasiado, los Charr idearon una forma mágica para atravesar el gran muro y sembraron el infierno en todos poblados ascalonianos, al mismo tiempo, arrasaron cientos de kilómetros de la desprotegida llanura, es día se le conoció la Devastación. Los pocos sobrevivientes reconquistaron el Muro Norte y han estado defendiéndose de los Charr.
El caso de orr fue distinto, los Charr llegaron a las afueras de la Ciudad Arah, los orrianos por temor de ser invadidos como sucedió con Ascalón, el sabio y consejero personal del rey de Orr recurrió a los poderes de la magia negra, desenrolla un pergamino prohibido y lee las palabras escritas en él, se desencadena una explosión que acabó con todas las tropas Charr, sin embargo, la península de Orr pago un gran precio, casi todos los ciudadanos de Orr murieron aquel día y la ciudad de Arah se hundió bajo el océano. 
Contrariamente Kryta consiguió repeler la invasiones Charr, gracias aun hombre llamado Saul D'alessio que fue ayudado por uno seres misteriosos que se dicen ser Dioses Ocultos.

### Trama
Al comienzo de la historia del juego, el reino humano Ascalon está siendo asediado por tropas Charr, que han venido a recuperar sus tierras ancestrales que fueron ocupadas por los humanos y edificaron en estas Ascalon. Los humanos para protegerse de las incursiones enemigas como los charr, edificaron una gran muro al norte de Ascalon que ha servido durante siglos de defensa de cualquier invasión. El reino de Ascalón está siendo gobernado por el Rey Aldebern, y este manda a reclutar nuevos héroes para defender su reino, donde el héroe principal comenzara su historia en la Academia de Ascalón. Una vez que el héroe concluye su entrenamiento y decide comenzar su aventura, este se une al liderazgo del príncipe Rurik (hijo del rey Aldebern), para repeler las invasiones enemigas Charr, al concluir su primera misión con el príncipe, se percartan demasiado tarde, que los Charr idearon una forma mágica para atravesar el gran muro ascaloniano, mediante calderos abrazadores que incinera y devasta todo el Reino de Ascalon. Dos años después de la devastación, el príncipe Rurik vislumbra que no hay esperanza para los humanos quedarse en Ascalon, al notar que los charr devastaron su tierra y se encaminaron al Reino humano de Orr para conquistarlo, toma la decisión de encaminar algunos sobrevivientes ascalonianos para ir al único reino humano sobreviviente de las invasiones charr, Kryta. A pesar de la oposición de su padre el Rey Adelbern, el príncipe Rurik con la ayuda del héroe de la historia, decide abandonar el reino de Ascalon y se dirige a las picoescalofriantes que son las tierras de los enanos de Deldrimor y la Cima de Piedra. Los enanos de Deldrimor fieles a las viejas alianzas con los humanos de ascalon, deciden ayudar a Rurik y al héroe. A pesar, de la gran ayuda de los enanos de Deldrimor, los humanos tienen que soportar los ataques asus caravanas por parte de los enanos Cima de Piedra, que es una casta de enanos xenófobos, exclavistas y enemigos de Deldrimor. Cuando los ascalonianos, están a punto de atravesar las Picoescalofriantes, el príncipe Rurik es rodeado por los enanos Cima de Piedra, y es asesinado por el rey Dagnar, líder de los enanos cima de piedra.
Después, de la trágica muerte del príncipe Rurik, los ascalonianos llegan a Kryta, sin embargo, se topan que el reino humano Kryta, esta afrontando serios problemas por las hordas de muertos vivientes proveniente del reino desaparecido de Orr, entonces, el héroe se ve obligado ayudar al Manto Blanco, que son los gobernantes actuales de Kryta, asimismo conseguir el alojamiento que necesitan los ascalonianos. El héroe para ganarse la confianza del Manto Blanco, desempeñara varias tareas como recuperar el cetro de Orr. Más adelante, el héroe es interceptado y conoce la Hoja Brillante, que es un grupo de rebeldes krytianos que luchan contra la tiranía del Manto Blanco y quieren regresar la dinastía gobernante del Rey Doric. 
Cuando el héroe se percata que el Manto Blanco no es lo que aparenta, decide apoyar a la Hoja Brillante y busca la ayuda del Visir Kilbhron, que es el único orriano sobreviviente al cataclismo y fue concejal del último Rey de Orr. Tras huir del Manto Blanco, el visir le recomienda al héroe adentrarse al desierto de cristal para buscar la ascensión con lo cual, ayudara a rescatar a sus amigas Evenia y Saidra que fueron capturadas por el Manto.

## Regiones y Paisajes
Guild Wars está conformado por diversos mapas explorables donde el jugador realizara diferentes misiones o cooperativas en equipo para avanzar la trama de juego o para obtener títulos que dan reputación entre la comunidad de jugadores. Hay dos modalidades para explorar los mapas, que son modo normal o difícil. En modo difícil se obtiene mayor experiencia y grandes cantidades de oro.

### Continente de Tyria
Tyria es el lugar donde se desarrollara la trama de Guild Wars Prophecies, está conformado por las siguientes regiones:
Ruinas Ascalon: Asolado y destruido, el actual paisaje de Ascalon no es más que el espectro de su gloria pasada. Los esqueletos de grandes catedrales y las ruinas de ciudades enteras yacen sobre un terreno removido. El Gran Muro del Norte, su muralla defensiva, es quizá la estructura que permanece más intacta de todo el reino, pero la destrucción que lo rodea da testimonio de su ineficacia. Antes de la invasión Charr y la Devastación, Ascalon era una tierra fértil, cuajada de campos de trigo y plantas en flor. Pero ahora apenas crece nada en este páramo desolado. Su tierra, una vez un vergel, está ahora yerma y árida. Los ríos se han secado y las marismas se  han  convertido  en un mosaico de placas resquebrajadas y angulosas cicatrices en la tierra.
Montañas Picoescalofriantes: Durante cientos de años, los enanos que vivían en estas montañas marchaban unidos bajo una única bandera: la de la nación de los enanos de Deldrimor. La mayor parte de la arquitectura de los Picosescalofriantes data de esa época y refleja un tiempo de paz y prosperidad. Pero ese tiempo ya pasó. Ahora, las montañas retumban con el sonido de la guerra civil, y ha surgido una nueva arquitectura: losas de piedra ligadas entre sí con enormes cadenas marcan las zonas en las que un nuevo clan, que ha despreciado las antiguas formas, ha decidido establecerse. Las Picosescalofriantes constituyen un entorno inhóspito para quienes no están preparados. Sólo dos pasos atraviesan las montañas, y cualquiera que desee cruzarlos deberá estar dispuesto a soportar los gélidos vientos, el azote de las tormentas de nieve y el suelo inestable que varía con los cambios de temperatura.
Kryta: es la única región donde habitan los humanos sin la presencia de los Charr. En Kryta se aprecian numerosos edificios fortificados de piedra pulida ocupados por el Manto Blanco y cabañas de techos de paja habitados por la población en general. La riqueza de este lugar es abundante, pero está en manos de aquellos que acatan las doctrinas del Manto Blanco, y eso se refleja en la arquitectura de la región. La región tiene un clima húmedo, consta de grande litorales de costa donde aprecian se bellas playas de arena blanca, y son bañadas por aguas azules cristalinas. Más hacia el interior, el aire se refresca, por lo que la zona es ideal para la agricultura y la cría de ganado. Hay ciertos, habitantes de Kryta que no practican ninguna de las artes místicas del Manto, estos se inclinan más por la pesca y los trabajos del campo. 
La Selva Maguuma: hace años, numerosas tribus de druidas humanos vivían entre las exuberantes flora y fauna de Maguuma, pero ya hace mucho tiempo que nadie sabe nada de ellos. Muchos creen que fueron devorados por seres hostiles de la selva o tragados por las plantas carnívoras que crecen ahora de forma incontrolable. Los lugares más elevados carecen de agua, y en ellos pueden vivir únicamente las plantas más grandes y robustas. Pero más abajo, cerca de los acuíferos, la vegetación crece espesa. La jungla se hace tan densa que algunas zonas del suelo nunca reciben la luz del sol.
El Desierto de Cristal leyendas cuentan que hubo una época, hace miles de años, en la que el Desierto de Cristal estaba cubierto de agua. En ellas se afirma también que los propios dioses elevaron la tierra, dejándola desnuda y vacía para que las criaturas solitarias del mundo pudiesen tener un hogar donde vivir. Los humanos han intentado establecerse en el desierto, pero todos ellos han fracasado de forma estrepitosa, dejando únicamente tras de sí los imponentes monumentos que construyeron para proclamar su breve triunfo sobre ese duro territorio. En la región se pueden apreciar pequeñas esquirlas de cristal y navíos encallados sobresaliendo del suelo. 
Archipielago Anillo de Fuego Al sur de la Costa Empañada se encuentran las islas volcánicas que constituyen el Anillo de Fuego. Según se cuenta, los dioses arrojaron las Hematites al gran volcán situado en el centro del anillo antes de abandonar Tyria para siempre. Muchas de las islas que lo rodean siguen activas. Los barcos que pasan cerca del anillo cuentan que se puede oír el revelador siseo de la lava ardiente al llegar al océano y convertir al instante el agua salada en vapor.

### El inframundo
El Abismo: Antes del nacimiento de las estrellas, el mundo humano y de las demás razas, el universo contenía pura niebla. La niebla está en contacto con todo y da cohesión al universo pasado, presente y futuro. En ka niebla se originó el bien, el mal, la materia y el conocimiento. Se cuenta que todas las formas de vida, simples o complejas, pueden hallar sus orígenes en ella. Para acceder a la niebla hay que pasar por el Abismo que es un tejido cósmico, donde el tiempo no avanza y este conecta a diversas partes de la niebla. 
Sala de Heroes En el centro del Abismo, sumida en la profundidad de la niebla, se halla la imponente fortaleza amurallada conocida en todo el multiverso como la Sala de los Héroes. Esta estructura es la cúspide del otro mundo. Cuando un héroe muere, a su espíritu pueden pasarle dos cosas: o bien se queda enterrado con el cuerpo difunto, atrapado para siempre entre la carne podrida y los huesos descompuestos del cadáver, o es liberado en el Abismo. Este honor se reserva únicamente a unos pocos cuyas legendarias hazañas en vida llegaron a oídos de los propios dioses, y son menos aún los que se ganan su lugar entre las almas que residen dentro de la Sala. Durante largo tiempo, sólo podían acceder al Abismo y a la Sala de los Héroes quienes hubiesen pasado del mundo mortal al inmaterial. Era la Tierra de los Muertos, un club exclusivo cuya cuota la constituían la propia sangre y la propia vida. Pero en el último siglo, todo esto ha cambiado.

### Islas Bélicas
Las islas bélicas es donde se desarrollan las actividades de entrenamiento, combates de jugador contra jugador, embarcadero donde asignan las misiones zaishen y esta el zoo privado del héroe donde se almacenan las mascotas que se adquieren en la captura, durante la exploración de los tres continentes (Tyria, Cantha y Elona).

## Personajes

### Profesiones
Guild Wars Prophecies dispone de seis profesiones, cada una tiene sus propios puntos fuertes, atributos, tipo arma, especialidad mágica, y un conjunto de habilidades exclusivo para causar daño, manipular al enemigo o el entorno, o proteger y curar a los aliados. En la compra del juego, el jugador dispone de cuatro huecos para crear sus propios héroes, sin embargo, si desea crear más personajes debe comprar más huecos adicionales en la tienda virtual de Arenanet, cuyo precio es de $9.99 dólares por cada hueco.
Cuando se comienza a crear un personaje, el jugador puede decidir el tipo personaje, si es para campaña o para batallas contra otros jugadores (este personaje tiene un nivel predeterminado de 20 que no puede ser utilizado para las campañas de rol). También puede decidir su género sexual (mujer u hombre), estatura, color de piel, rasgos faciales, peinado, color de cabello y su nombre. Esta determinación jamás podrá ser cambiada. Otro aspecto importante, si al jugador no le gustó su héroe puede eliminarlo para crear otro que le agrade. 
Al momento de crear un nuevo héroe, el jugador debe elegir una profesión principal, donde más adelante, deberá complementarla con una profesión secundaria si lo desea. Dentro las profesiones que ofrece Prophecies: 
Guerrero Este tipo de héroes se caracterizan por su bravura, fuerza física y armas para el combate cuerpo a cuerpo para derrotar a sus enemigos y proteger a sus aliados. Suelen menospreciar los ataques a distancia y prefieren lanzarse directamente a la carga blandiendo su arma preferida. Son capaces de aguantar las palizas mejor que cualquier otra profesión y utilizan con igual comodidad hachas, martillos y espadas, aunque suelen optar por el dominio de una de ellas por encima de las demás. Muchas de sus habilidades requieren adrenalina, que se acumula durante el combate para poder utilizarlas y que se suele traducir en un mayor nivel de daño. Las tácticas defensivas ayudan a los Guerreros a evitar daños y proteger a los aliados, pero la principal baza de éstos la constituye la fuerza, que les permite causar más daño con cada ataque.
Guardabosques son un héroes que se apoyan en la naturaleza, sirviéndose de rituales de ésta, pueden manipular el entorno para poner trampas a los enemigos. Son partidarios del combate a distancia, el arco es su arma preferida, y pueden ser particularmente eficientes desde lugares elevados como puentes o precipicios. Además tienen, la habilidad de encantar a los animales para que los acompañen en sus viajes y los auxilien en el combate. Los Guardabosques también tienen habilidades de supervivencia que les ayudan a mantenerse con vida.
Monje son héroes que se comunican directamente con los dioses, mediante plegarias que adoptan en forma de curación, protección para sus aliados y de daño para sus enemigos. Esta profesión es de vital importancia para el grupo de héroes que acompaña. Además, gozan del “Favor divino”, que les proporciona capacidad de curación adicional, mientras que sus “Plegarias curativas” y de “Protección” les ayudan a mantener a sus aliados sanos y en plena forma. Por otro lado, las “Plegarias de ataque” imploran la furia de los dioses que cae sobre los enemigos en forma de daños sagrados independientes de la armadura, aunque pueden causar daño, no es su especialidad. Sus carencias en lo referente a potencia de ataque las compensan con su don sin igual para mantener con vida a sus aliados. 
Elementalistas son héroes que pueden invocar los poderes de la tierra, el aire, el fuego y el agua, y controlarlos asu voluntad. Son capaces de infligir más daño con un único ataque que cualquier otra profesión. La “Magia de tierra” les permite invocar terremotos y erupciones, encerrar a enemigos en piedra o proteger a los aliados. La “Magia de aire” le permite dominar el poder de las tormentas para aniquilar a los enemigos mediante relámpagos o hacer que los aliados puedan correr como el viento. La “Magia de fuego” se manifiesta en forma de llamas, bolas de fuego, lava ardiente y hasta meteoros, para abrasar a los enemigos hasta convertirlos en tizones. La “Magia de agua” conjura niebla y hielo para ralentizar los movimientos y ataques de los enemigos, proteger a los aliados de la magia e infligir a los enemigos daño de frío. Además, los Elementalista pueden manipular la regeneración de energía a su antojo.
Hipnotizadores son maestros de la ilusión, el control y son capaces de manipular la energía de los enemigos para su uso propio beneficio o de sus aliados. Combinadas con los de cualquier otra profesión, sus habilidades resultan un apoyo magnífico; pueden volver los poderes de sus enemigos contra ellos y actuar sobre el propio tejido de la realidad para importunar a los enemigos y auxiliar a los aliados. Los Hipnotizadores poseen la habilidad de lanzar conjuros con rapidez, lo que puede resultar decisivo en el fragor de la batalla. Sus poderes de dominación les permiten tomar el control de las habilidades y la energía de los enemigos. Mediante sus talentos únicos para la ilusión, pueden ralentizar y hasta impedir por completo el avance o el uso de habilidades del enemigo, o provocarle enfermedades imaginarias que agotan su salud y su energía al tiempo que curan y dan energía a los aliados. Estos personajes no se caracterizan por su fuerza física, pero esta carencia queda ampliamente compensada por sus habilidades para distraer, confundir y agotar los recursos del enemigo.
Nigromantes son maestros de las artes oscuras y pueden invocar a los espíritus de los muertos y hasta a la propia Muerte para dominar a los enemigos y ayudar a los aliados. Al sacrificar su propia salud y atraer maldiciones y enfermedades sobre sí mismos, pueden causar daños terribles a los pobres infelices que se cruzan en su camino. Los enemigos muertos y moribundos se transforman en aliados bajo su poder. Los Nigromantes poseen la insólita habilidad de absorber energía de la muerte de un enemigo, y pueden transformar los cadáveres de sus adversarios en una tropa de combate. Las maldiciones, que a menudo suponen un elevado coste para los Nigromantes, cobran un peaje aún mayor a los enemigos, que ven como sus encantamientos y habilidades de curación pierden su eficacia. Debido a la naturaleza expiatoria de sus métodos, precisan de gran paciencia y disciplina para sobrevivir.

### Aliados
Principe Rurik es el hijo primogénito del Rey Aldebern que comanda la Vanguardia de Ascalón. Después de la Devastación de Ascalón, el príncipe decide encaminar a los pocos sobrevivientes a salir de Ascalon porque no hay esperanza de recuperarse ante la inminente invasión charr.
Evennia es una líder de la Hoja Brillante que combate la tiranía del Manto Blanco y sus dioses ocultos. 
Saidra es una miembro de la Hoja Brillante que se dedica a sabotear al Manto Blanco.
Glint es una dragona Guardiana de las Profecía de la Llama. Se dice que fue la primera criatura en Tyria, enviada por los Dioses hace más de 3.000 años para actuar como la guardiana del mundo durante su formación, y más tarde se le asignaron sirvientes, los Olvidados, para ayudarla en esta tarea.

### Esbirros
Los esbirros son aventureros controlados por la computadora, que están siempre disponibles para completar un grupo e iniciar una misión o explorar algún mapa. Durante las aventuras, los esbirros seguirán al héroe y atacarán los enemigos. Al igual que el héroe, los esbirros tienen una profesión como monje, hipnotizador, elementalista, guardabosques, nigromante o guerrero. Los esbirros también cobran parte del botín obtenido en cada misión y se pueden encontrar en las ciudades o puestos de avanzada justo antes de empezar la aventura. 

## Habilidadades y atributos
Las habilidades son un aspecto importante en el juego, sirven para enfrentar los enemigos en las campañas o en la peleas en contra de otro jugador. Hay varias maneras de conseguir habilidades, una es aprenderlas mediante las misiones que dan los personajes no jugadores, otra es aprenderlas mediante entrenadores (solo enseñan habilidades normales, no elites), que piden una cantidad de oro más un punto de atributo, la cantidad de oro parte en 50 monedas la primera habilidad, y aumenta hasta llegar a 1.000 monedas por habilidad, otra forma es capturarla con un sello de captura luego de matar a un jefe que la tenga equipada, las habilidades de elite dan 500 de experiencia por cada nivel del jugador, y por último es desbloquearla mediante recompensas de Balthazar con un sacerdote de Balthazar, para luego aprenderlas con un tomo (los tomos normales solo sirven para habilidades normales, y los elites solo sirven para aprender habilidades de elite)
El jugador dispone de un gran número de habilidades que estas acompañan su personaje.

## Otras ediciones
Una de las principales características de Guild Wars, es que los personajes de cualquier campaña es que los jugadores pueden migrar a cualquier campaña sin importar de donde provengan. Esta ventaja es útil para expandir las habilidades normales y de élite de los personaje, al igual los títulos adquiridos en las misiones. 
Guild Wars: Eye of the North no aporta nuevos personajes como Factions o Nightfall, sin embargo, este paquete continúa la historia de Prophecies hacia el norte de Tyria. Además, esta versión aporta nuevas habilidades, 10 héroes nuevos, armas y armaduras. El único requisito para jugar Eye of the North es tener una por lo menos una de las 3 campañas (Prophecies, Factions o Nightfall) completa y que el personaje tenga un nivel mínimo de 10.

## Recepción y Crítica
Cuando debutó en 2005, Guild Wars recibió críticas positivas por lo usuarios y diversos medios, gracias, a su calidad gráfica, historia y su equilibrada jugabilidad. Tras su lanzamiento en abril de 2005, Guild Wars Prophecies vendió 1 millón de copias en solo mes.